# 알론소 마르티네스역
알론소 마르티네스 역(스페인어: Alonso Martínez)은 마드리드 지하철의 환승역이다. 4호선과 5호선, 10호선이 지난다. 마드리드 참베리 구와 센트로 구 사이에 걸쳐 있으며, 알론소 마르티네스 광장 지하에 자리잡고 있다. 역명은 스페인의 정치인인 마누엘 알론소 마르티네스에서 따왔다. 요금구역상으로는 A구역에 속한다.

## 역사
1944년 3월 23일 4호선 승강장이 제일 먼저 문을 열었다. 4호선 승강장은 지상과 가깝고 출구가 두 개 있었다. 이후 1970년 2월 26일 5호선 승강장이 완공되어 환승역이 되었다. 5호선 승강장은 선로 두 개 사이에 가림막이 있는 구조로 같은해 3월 2일부터 영업에 들어갔다. 4호선보다 깊이 자리한 5호선 승강장은 긴 에스컬레이터로 역 대합실과 이어져 있다.
1981년 12월 18일에는 10호선 승강장이 문을 열었다. 4호선과 5호선 승강장보다 더 깊이 지어졌으며 상가가 있는 환승통로와 에스컬레이터 두 대가 설치되어 있다. 2000년부터 2002년까지는 10호선의 대규모 리모델링 공사가 진행되면서 90m였던 기존 승강장이 115m로 늘어났다.
미래에는 산 페르난도 역과 프린시페 피오 역을 잇는 동-서남 축의 세르카니아스 마드리드 승강장을 지하철 터널보다 깊은 곳에 지을 예정이다. 터널 자체는 이미 지어져 있지만 세르카니아스 승강장 건설계획은 기술적, 재정적 문제로 보류중인 상태다.

## 환승 정보
역 주변에 시내버스 정류장이 다섯 곳 있다.
버스
- 시내버스
  - 3, 7, 21, 37번 노선 (주간)
  - N23, N25, N26번 노선 (야간)

지하철
| 마드리드 지하철                          | 마드리드 지하철        | 마드리드 지하철           |
| ---------------------------------------- | ---------------------- | ------------------------- |
| 빌바오 아르궤예스                        | 마드리드 지하철 4호선  | 콜론 피나르 데 차마르틴   |
| 루벤 다리오 알라메다 데 오수나           | 마드리드 지하철 5호선  | 추에카 카사 데 캄포       |
| 그레고리오 마라뇬 오스피탈 인판타 소피아 | 마드리드 지하철 10호선 | 트리부날 푸에르타 델 수르 |